# Spangdahlem
Spangdahlem in der Eifel ist eine Ortsgemeinde im Eifelkreis Bitburg-Prüm in Rheinland-Pfalz. Sie gehört der Verbandsgemeinde Speicher an.

## Geographie

### Geographische Lage und Verkehr
Spangdahlem liegt etwa zehn Kilometer nordöstlich von Speicher. Die Gemeinde besteht aus den beiden Ortsteilen Spang und Dahlem und ist durch viele Ackerfelder und eine abwechslungsreiche Landschaft gekennzeichnet. Zu den beiden Ortsteilen gehören zudem die Wohnplätze Brandenmühle, Reiflingerhof und Scheuermühle. Südöstlich von Spangdahlem befindet sich der US-Luftwaffenstützpunkt Spangdahlem Air Base. Seit der Fertigstellung der A 60 im Jahr 2002 verfügt der Ort über einen Autobahnanschluss und ist auch verkehrsmäßig günstig über die B 50 zu erreichen.

### Klima
Der Jahresniederschlag beträgt 779 Millimeter.

## Geschichte

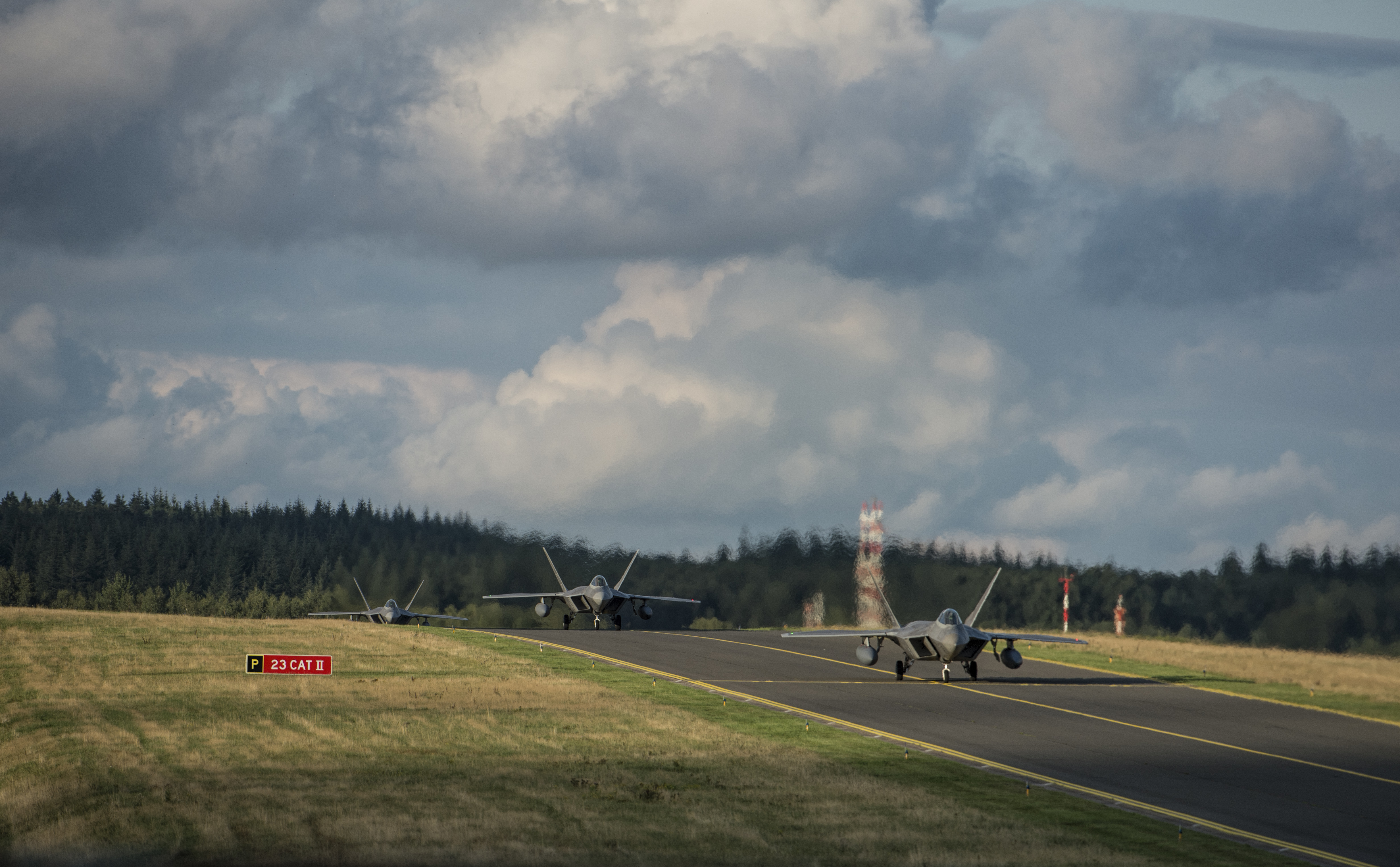
Spangdahlem Air Base

Die Gegend um Spangdahlem war schon zur Römerzeit besiedelt. Im Weilbachtal zwischen Dahlem und dem Hof Gelsdorf bei Gransdorf wurden im Jahre 1844 Reste von Gebäuden aus der Römerzeit gefunden. Zudem wurden an insgesamt acht Örtlichkeiten rund um die Gemeinde Gräber der Römer entdeckt. Es handelt sich um drei Fundstellen nördlich von Spangdahlem mit nicht näher untersuchten römischen Gräbern, um zwei Grabhügel nordöstlich des Ortes in einem Waldgebiet, um römische Gräber südlich von Spangdahlem an der B 50, um römische Gräber nördlich der Gemeinde nahe der Nikolauskapelle sowie um ein Brandgräberfeld in der Nähe der beiden nordöstlich liegenden Grabhügel. Genauere Angaben liegen zu dem Gräberfeld an der Kapelle sowie zum Brandgräberfeld vor. Das Gräberfeld stammt aus der ersten Hälfte des 2. Jahrhunderts n. Chr. und wies unter den Beigaben vor allem Keramikfragmente auf (s. Hauptartikel). Das Brandgräberfeld besteht aus zwei mit Steinplatten umstellten Grabgruben aus der ersten Hälfte des 2. Jahrhunderts n. Chr. Auch hier wurde 1924 Keramik geborgen. Zudem eine Fibel aus Emaille.
Die erste urkundliche Erwähnung für den Ortsteil Dahlem findet sich in einem Güterverzeichnis der Abtei Prüm aus dem Jahr 867. Der Ort wird darin „de uilla dalon“ genannt, später wird der Ort „Dahleim“ genannt (1220). Der Ortsteil Spang wird 1254 als „Spangen“ erstmals erwähnt. Die Brandenmühle findet 1181 ihre erste Erwähnung. Aus der Zeit des Mittelalters sind zudem zwei auf der Gemarkung liegende Gräberfelder überliefert. Zum einen südlich von Spangdahlem, zum anderen nördlich des Ortes an der Nikolauskapelle.
Bis zum Jahre 1794 gehörten Spang und Dahlem zum kurtrierischen Amt Kyllburg. Beide Ortschaften bildeten seit Jahrhunderten eine Gemeinde und wurden auch immer zusammen Spang-Dahlem genannt, auch, weil es in der näheren und weiteren Umgebung mehrere Orte mit dem Namen Dahlem gab bzw. gibt. Die Eiflia illustrata aus dem Jahre 1854 fand es für erwähnenswert, dass zu Spang-Dahlem jährlich zwei Kram- und Viehmärkte gehalten werden, der eine den zweiten Donnerstag nach Fronleichnam der andere am ersten Donnerstag nach Maria Himmelfahrt.
Während der französischen Verwaltung war die Mairie Spang dem Kanton Kyllburg im Arrondissement Prüm im Saar-Departement zugeteilt.
Nach der Übernahme des Rheinlands durch die Preußen (1815) wurde 1816 in Spang eine Bürgermeisterei eingerichtet, die zum Kreis Wittlich im Regierungsbezirk Trier gehörte. Zur Bürgermeisterei Spang gehörten die Gemeinden Binsfeld, Dahlem und Spang. Später wurde der Sitz nach Binsfeld verlegt.
Anfang des 19. Jahrhunderts hatte Spang 566 Einwohner, die in 95 Häusern wohnten, Dahlem 309 Einwohner in 58 Häusern. Zu Dahlem gehörte noch die Brandmühle (Brandenmühle) und die Schleiermühle (Scheuermühle) mit jeweils elf Einwohnern.
Bevölkerungsentwicklung
Die Entwicklung der Einwohnerzahl von Spangdahlem bezogen auf das heutige Gemeindegebiet; die Werte von 1871 bis 1987 beruhen auf Volkszählungen:
| Jahr | Einwohner |
| ---- | --------- |
| 1815 | 662       |
| 1835 | 897       |
| 1871 | 955       |
| 1905 | 978       |
| 1939 | 810       |
| 1950 | 887       |
| 1961 | 1.016     |

| Jahr | Einwohner |
| ---- | --------- |
| 1970 | 935       |
| 1987 | 802       |
| 1997 | 891       |
| 2005 | 811       |
| 2011 | 839       |
| 2017 | 943       |
| 2024 | 913       |

## Politik

### Gemeinderat
Der Gemeinderat in Spangdahlem besteht aus zwölf Ratsmitgliedern, drei Frauen und neun Männern, die bei der Kommunalwahl am 9. Juni 2024 in einer Mehrheitswahl gewählt wurden, und dem ehrenamtlichen Ortsbürgermeister als Vorsitzendem. Die Wahlbeteiligung lag bei 61,5 %.

### Bürgermeister
Alois Gerten wurde am 14. August 2019 Ortsbürgermeister von Spangdahlem. Bei der Direktwahl im Mai 2019 war er für fünf Jahre gewählt worden.
Gerten wurde im Juni 2024 wiedergewählt.
Gertens Vorgänger Klaus Rodens hatte das Amt von 1994 bis 2019 ausgeübt.

### Wappen
| Wappen von Spangdahlem | Blasonierung: „In Silber ein durchgehendes rotes Balkenkreuz, belegt mit blauem Herzschild, darin ein weißer Turm mit Anbau und schwarzem Turmkreuz und auf den Querbalkenenden aufgestecktem Kreuz.“ |
| Wappen von Spangdahlem | Wappenbegründung: Bis um 1800 gehörten Spang und Dahlem im Amt Kyllburg zum Kurfürstentum Trier; darauf weist das kurtrierische Kreuz hin. Symbol der Gemeinsamkeit ist der auf dem Nikolausberg noch vorhandene Turm der ehemaligen gemeinsamen Pfarrkirche. Turm und Anbau sind mit dem charakteristischen Turmkreuz im Herzschild aufgenommen. |

## Kulturdenkmäler

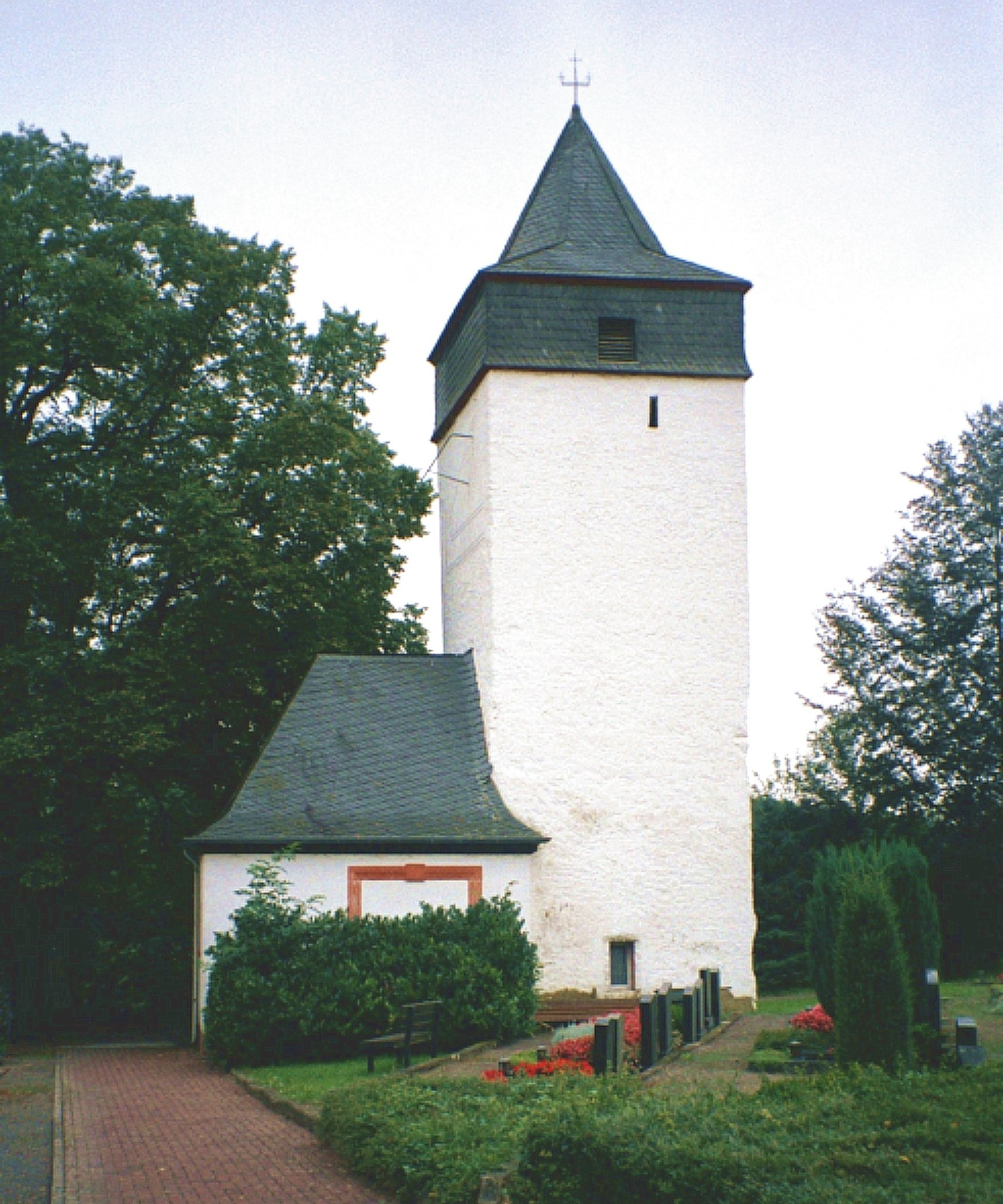

In Spangdahlem befinden sich eine Anzahl unter Denkmalschutz stehender Kulturdenkmäler.
Ortskern
- Die Katholische Pfarrkirche St. Nikolaus in Spang, ein neugotischer Saalbau aus Rotsandstein, errichtet 1874/75 von Heinrich Bruck aus Wittlich; bei der Kirche das Kriegerdenkmal 1870/71, ein Obelisk von 1875 und ein barockes Schaftkreuz von 1729 (Kirchgasse).
- Die Katholische Filialkirche St. Hubert in Dahlem, ein  Saalbau aus dem 18. Jahrhundert, mit spätmittelalterlichem Chorturm, Turmdach mit Glockenlaterne (Trierer Straße).
- Das erste Schulhaus von Spang mit Lehrerwohnung und Stall, ein Putzbau, errichtet 1833 von Kommunalbaumeister Bruck aus Wittlich (Stiftstraße)
- Die ehemalige Schule von Spang, ein Quaderbau aus Rotsandstein von 1885/86 (Kirchgasse).
- Die ehemalige Schule von Dahlem, ein Quaderbau aus Rotsandstein von 1902/03 (Neustraße).
- Mehrere Wohnhäuser aus dem 18. und 19. Jahrhundert (Hauptstraße).
- Mehrere Wegekreuze (Schaftkreuze) aus dem 17. Jahrhundert (Engelsrech, Hauptstraße, Kreuzgarten).

Gemarkung
- Die Denkmalzone „Friedhof mit Alter Nikolauskirche“, der südwestliche Teil des Friedhofs mit den erhaltenen Teilen der Alten Nikolauskirche (mittelalterlicher Westturm), Portal mit Akanthusranken-Bogen aus dem 17. Jahrhundert; auf dem Friedhof ein Pfarrergrabmal von 1844 und Grabkreuze, vorwiegend aus dem 18. und frühen 19. Jahrhundert.
- Die Dahlemer Kapelle von 1622; Schaftkreuz, wohl um 1622 (nordöstlich von Dahlem).
- Die Brandenmühle, im Kern ein Renaissancebau aus dem 16. Jahrhundert, Umbau im 18. oder frühen 19. Jahrhundert.
- Die Scheuermühle, ein Winkelhof im Tal des Weilbaches aus dem 19. Jahrhundert.

## Persönlichkeiten
- Anton Oehmbs (1735–1809), Theologe, Hochschullehrer und Domherr in Trier